# Кешан (околия)
Околия Кешан (на турски: Keşan ilçesi) е околия, разположена във вилает Одрин, Турция. Общата ѝ площ е 1098 км2. Според оценки на Статистическия институт на Турция през 2022 г. населението на околията е 83 874 души. Административен център е град Кешан.

## Населени места
Околията се състои от 48 населени места – 3 града и 45 села.
Град
- Бегендик
- Кешан
- Булгаркьой

Села
- Акчешме (Akçeşme)
- Акходжа (Akhoca)
- Алтънташ (Altıntaş)
- Бахчекьой (Bahçeköy)
- Бейкьой (Beyköy)
- Бозтепе (Boztepe)
- Браги (Barağı)
- Бюйюкдоганджа (Büyükdoğanca)
- Варница (Pırnar)
- Гьокчетепе (Gökçetepe)
- Гюндюзлер (Gündüzler)
- Данишмент (Danişment)
- Дишбудак (Dişbudak)
- Ерикли (Erikli)
- Йениджечифтлик (Yeniceçiftlik)
- Йерлису (Yerlisu)
- Йешилкьой (Yeşilköy)
- Кадъкьой (Kadıköy)
- Караджаали (Karacaali)
- Карахисар (Karahisar)
- Карасатъ (Karasatı)
- Карлъ (Karlı)
- Козкьой (Kozköy)
- Коруклу (Koruklu)
- Къзкапан (Kızkapan)
- Кълъчкьой (Kılıçköy)
- Кючюкдоганджа (Küçükdoğanca)
- Лаладжък (Lalacık)
- Малтепе (Maltepe)
- Махмуткьой (Mahmutköy)
- Меджидие (Mecidiye)
- Мерджан (Mercan)
- Сазлъдере (Sazlıdere)
- Сейдикьой (Seydiköy)
- Сигилли (Siğilli)
- Сулуджа (Suluca)
- Тодорич (Orhaniye)
- Тюркмен (Türkmen)
- Чамлъджа (Çamlıca)
- Челеби (Çelebi)
- Челтик (Çeltik)
- Чобанчешмеси (Çobançeşmesi)
- Шабанмера (Şabanmera)
- Шюркрюкьой (Şükrüköy)
- Яйлакьой (Yaylaköy)